# Moelfre-Uchaf
Moelfre-Uchaf är ett berg i Storbritannien.   Det ligger i kommunen Conwy och riksdelen Wales, i den södra delen av landet, 300 km nordväst om huvudstaden London. Toppen på Moelfre-Uchaf är 388 meter över havet, eller 184 meter över den omgivande terrängen. Bredden vid basen är 12,9 km.
Terrängen runt Moelfre-Uchaf är varierad. Runt Moelfre-Uchaf är det ganska tätbefolkat, med 60 invånare per kvadratkilometer. Närmaste större samhälle är Abergele, 7,6 km nordost om Moelfre-Uchaf. Trakten runt Moelfre-Uchaf består i huvudsak av gräsmarker.